# Wendy Woodhead
Wendy Woodhead, är/var en engelsk före detta bordtennisspelare och världsmästare i mixed dubbel. 
Woodhead spelade sitt första VM 1934 och 1938, 5 år senare, sitt 5:e och sista. Under sin karriär tog hon 2 medaljer i bordtennis-VM, 1 guld och 1 silver. 

## Meriter
- VM i bordtennis
  - 1934 i Paris
    - kvartsfinal singel
    - kvartsfinal dubbel
    - kvartsfinal mixed dubbel
    - 4:e plats med det engelska laget

  - 1935 i London
    - 4:e plats med det engelska laget

  - 1936 i Prag
    - 5:e plats med det engelska laget

  - 1937 i Baden (Niederösterreich)
    - 2:a plats dubbel (med Margaret Knott-Osborne)
    - 5:e plats med det engelska laget

  - 1938 i London
    - 1:a plats mixed dubbel (med László Bellák)